# Institut d'hydrobiologie de Wuhan
L'Institut d'hydrobiologie de Wuhan (en chinois : 中国科学院 水 生 生物 研究所) de l'Académie Chinoise des Sciences, est un institut de recherche situé à Wuhan, dans la province de Hubei, en Chine. Fondée en 1950, cet institut est spécialisé dans les organismes d'eau douce. 
Lors de sa construction, cet institut devait permettre la conservation des dauphins Baijis, mais à cause de mesures tardives prises par le gouvernement, l'espèce est peut-être actuellement éteinte. L'institut accueille donc actuellement des Marsouins Aptères du Yangzi Jiang.

## Histoire
Cet Institut avait été fondé pour la préservation et l'étude des dauphins Baijis en 1950. En effet, depuis la révolution Industrielle, la population de Baijis a été victime des plusieurs facteurs ayant causé peut-être sa disparition, les dernières apparitions confirmées de spécimens remontent au début du XXIe siècle. 
L'espèce qui vit dans le plus long Fleuve d'Asie, le Yangzi Jiang, a été victime de la pollution des eaux importante du fleuve, des prises accidentelles de pêcheurs, les bateaux et cargos parcourant le fleuve, empêchaient l'écholocation de l'animal. La construction du barrage des Trois-Gorges a causé des chamboulements environnementaux dont cet animal a souffert comme d'autres espèces. 

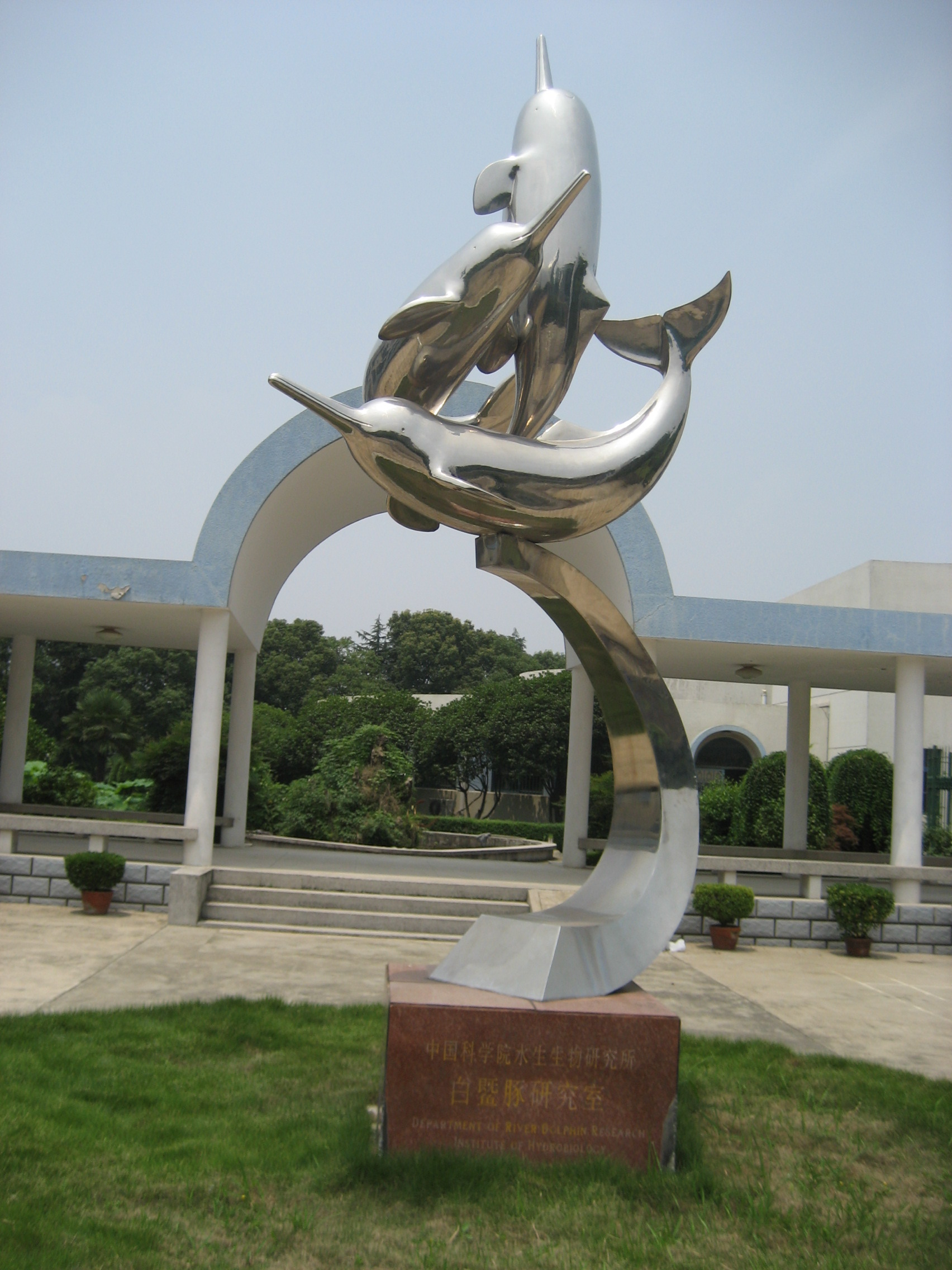
L'entrée du département des dauphins de Chine de l'Institut d'hydrobiologie de Wuhan montrant une statue de Baijis.

Cette espèce dont on comptait 6 000 individus au début du XXe siècle s'est retrouvé à une population estimée à moins de 50 individus en 1997 (seulement 13 spécimens ont été observés). 
En 1980, un pêcheur parvint à capturer un Baiji mâle, celui-ci fût placé à l'Institut d'hydrobiologie de Wuhan. Cet individu appelé « Qi Qi » devint l'individu de son espèce le plus célèbre, et il vécut 22 années à l'institut, il est mort, vraisemblablement de causes naturelles le 14 Juillet 2002 sans descendance, il est le seul spécimen captif ayant survécu autant d'années. 
Après la mort de Qi Qi, l'institut a accueilli des marsouins aptères. 
En revanche, le marsouin aptère, lui a pu être sauvé, bien qu'il ne reste plus que 1000 spécimens dans le fleuve du Yanzi Jiang. En 2020, le premier marsouin aptère du fleuve Yanzi Jiang, élevé artificiellement dans l'institut, a été relâché dans la nature.  

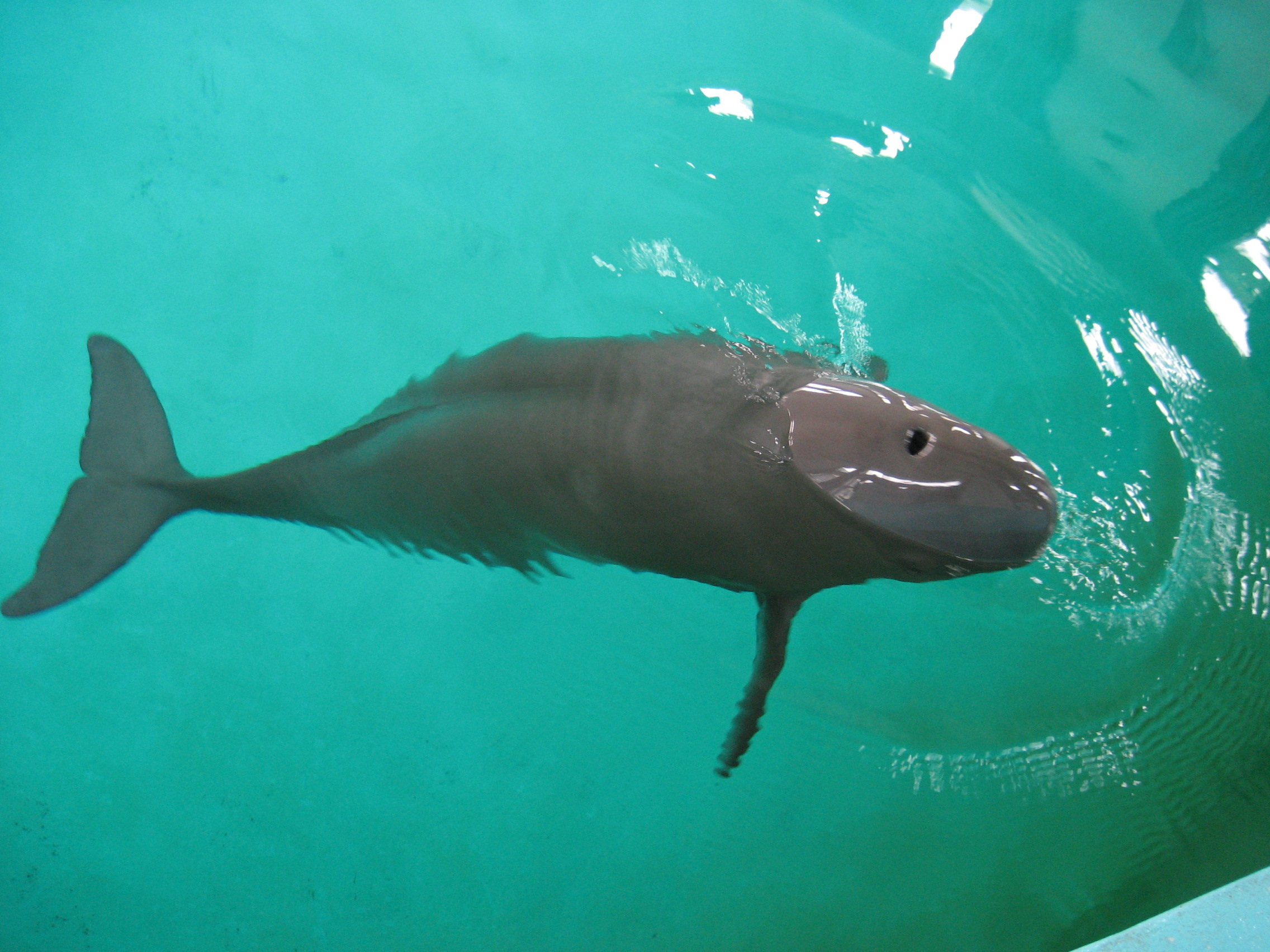
Un marsouin aptère nageant dans la piscine de l'institut.